# 金星路
金星路（金星大道）为湖南省长沙市境内公路主干道，主体位于雷锋大道以东，潇湘路以西，呈南北向。公路南起自西南二环线，北止于高塘岭镇雷高公路，全长18.23公里，其中岳麓区境内9.75公里；望城境内8.54公里。全部为双向6车道，望城区境内雷锋大道以南路段两侧各设公交车专用车道。全路段2002年开建，2006年5月8日全线贯通。岳麓区境内由北往南分别与西北环线、茶子山路、含光路、杜鹃路、岳麓大道、桐梓坡路、咸嘉湖路、枫林路、西南环线等20余条城市主次干道相交，路幅宽达百米。望城境内工程2002年9月开工建设，2005年10月交付使用，建设投资38,088万元。